# Monaco az 1992. évi nyári olimpiai játékokon
Monaco a spanyolországi Barcelonában megrendezett 1992. évi nyári olimpiai játékok egyik részt vevő nemzete volt. Az országot az olimpián 2 sportágban 2 sportoló képviselte, akik érmet nem szereztek.

## Sportlövészet
Női
| Versenyző              | Versenyszám | Selejtező | Selejtező | Döntő   | Döntő    |
| Versenyző              | Versenyszám | Pont      | Helyezés  | Pont    | Helyezés |
| ---------------------- | ----------- | --------- | --------- | ------- | -------- |
| Fabienne Diato-Pasetti | Légpuska    | 381       | 39.*      | kiesett | kiesett  |

* - két másik versenyzővel azonos eredményt ért el

## Úszás
Férfi
| Versenyző          | Versenyszám  | Előfutam | Előfutam | Előfutam | Döntő   | Döntő   | Döntő   | Helyezés |
| Versenyző          | Versenyszám  | Idő      | Hely.    | Össz.    | Típus   | Idő     | Hely.   | Helyezés |
| ------------------ | ------------ | -------- | -------- | -------- | ------- | ------- | ------- | -------- |
| Christophe Verdino | 100 m mell   | 1:07,90  | 2.       | 47.      | kiesett | kiesett | kiesett | kiesett  |
| Christophe Verdino | 200 m mell   | 2:23,33  | 5.       | 36.      | kiesett | kiesett | kiesett | kiesett  |
| Christophe Verdino | 200 m vegyes | 2:12,46  | 3.       | 43.      | kiesett | kiesett | kiesett | kiesett  |